# 25573 Wanghaoyu
25573 Wanghaoyu este un asteroid din centura principală de asteroizi.

## Descriere
25573 Wanghaoyu este un asteroid din centura principală de asteroizi. A fost descoperit pe 12 decembrie 1999 la Socorro, New Mexico, în cadrul proiectului LINEAR. Asteroidul prezintă o orbită caracterizată de o semiaxă mare de 2,57 ua, o excentricitate de 0,13 și o înclinație de 9,8° în raport cu ecliptica.